# Autostrada Catania-Siracusa
L'autostrada Catania-Siracusa è un'autostrada italiana che ha origine a Catania, dalla tangenziale cittadina, e termina, nonostante il nome, nei pressi di Augusta, innestandosi sulla strada extraurbana principale strada statale 114 per Siracusa.
L'autostrada è lunga poco più di 25 km ed ha due corsie di marcia (di 3,75 m) più corsia di emergenza (di 3 m) per tutto il percorso. È gestita dall'Anas ed è priva di pedaggio.
L'autostrada fa parte dell'itinerario europeo E45.
Assieme alla Strada di grande comunicazione Firenze-Pisa-Livorno, la Superstrada Pedemontana Veneta e l'autostrada Sistiana-Rabuiese è una delle quattro strade che ha ricevuto in via definitiva una classificazione formata solo da lettere e non alfanumerica.

## Storia
L'infrastruttura era tra quelle previste dal progetto risalente agli anni settanta per la costruzione di autostrade tra le principali città siciliane. Tuttavia la realizzazione dell'opera è stata rinviata e successivamente sospesa a causa della legge che bloccava la costruzione di autostrade per volumi di traffico abbastanza contenuti come quelli circolanti tra Catania e Siracusa. Solo dopo l'approvazione della cosiddetta legge obiettivo (2001) l'autostrada ha ottenuto i finanziamenti (anche europei) per la progettazione e la realizzazione.
I lavori, condotti dall'Impresa Pizzarotti & C. S.p.A. di Parma, sono iniziati nel marzo del 2005 e si sono conclusi il 9 dicembre del 2009. I costi di costruzione preventivati sono stati pari a circa 800 milioni di euro. Alcuni rallentamenti in fase costruttiva hanno fatto slittare la sua apertura. Due lavoratori hanno perso la vita durante la costruzione: il 24 giugno del 2006 è morto un operaio messinese, Antonio Veneziano, a causa del crollo di una gru, determinando un blocco temporaneo del cantiere, mentre un secondo operaio, il gelese Gaspare Maganuco, è deceduto il 19 febbraio 2008 mentre effettuava operazioni nel cantiere della galleria Campana. L'Anas ha deciso di intitolare ai due uomini i luoghi dove si sono verificati gli incidenti mortali; pertanto il viadotto che doveva chiamarsi Porcaria è diventato viadotto Veneziano e la galleria che doveva chiamarsi Campana è diventata galleria Maganuco.
L'autostrada è stata aperta in due fasi:
- il 28 luglio 2009 è stata aperta la tratta Catania-Lentini[9];
- il 10 dicembre 2009 è stata aperta la tratta Lentini-Augusta[10][11].

Il 6 giugno 2010, in seguito alle lamentele di diversi consiglieri provinciali della provincia di Ragusa, Anas ha provveduto ad aggiungere l'indicazione per Ragusa alla segnaletica in degli svincoli Lentini-Carlentini che immette sulla SS 194 Ragusana.
Nel 2010 l'Eurotap (consorzio degli Automobile Club europei) ha assegnato la votazione ottimo alla galleria San Demetrio; è la prima galleria italiana esaminata dal consorzio a ricevere la votazione massima.

## Opere d'arte principali
- 12 viadotti (per complessivi 4,163 km), con campate variabili da un minimo di 40 metri a un massimo di 120 metri;
- 5 gallerie naturali a doppio fornice (per complessivi 5,888 km);
- 3 gallerie artificiali a doppia canna (per complessivi 2,763 km)

## Numerazione e nome
La sigla NSA 339 ha identificato l'autostrada nei documenti Anas fino al 2011 e tutt'oggi persiste su qualche cartello questa denominazione. Successivamente l'autostrada acquisì provvisoriamente la numerazione A01, per poi essere abbandonata. Anche questo riferimento resta solo in qualche sporadico segnale di indicazione. Dal sito Anas e nella più recente segnaletica installata non c'è alcun riferimento alfanumerico. 
Tuttavia, in alcuni documenti redatti da Anas nel 2012, l'autostrada viene contraddistinta con la singola lettera A, senza alcuna numerazione. 
Anche nella segnaletica indicativa di recente posa lungo la Tangenziale di Catania non c'è alcun riferimento alla numerazione della Catania-Siracusa, ma viene rappresentata con il solo pittogramma autostradale. 

Sui pannelli di identificazione dei cavalcavia è invece riportata la dicitura "aut. CT-SR" su campo rettangolare verde, nella stessa posizione in cui nelle autostrade a denominazione alfanumerica si trova il simbolo ottagonale verde con la sigla dell'autostrada. 

## Tabella percorso

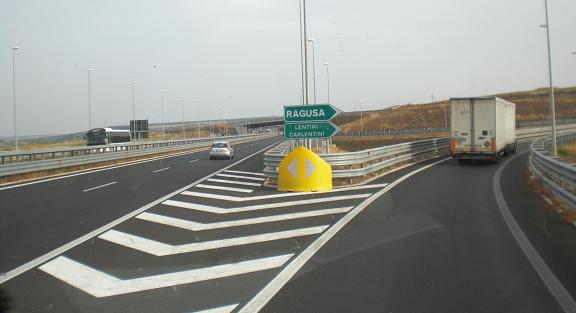
Lo svincolo per Ragusa e Lentini-Carlentini sulla SS 194.

| Autostrada Catania-Siracusa |                                                |      |      |           |                |
| Tipo                        | Indicazione                                    | ↓km↓ | ↑km↑ | Provincia | Strada europea |
|                             | Tangenziale di Catania                         | 0,0  | 25,2 | CT        |                |
|                             | Galleria S.Demetrio (2895m)                    | ..   | ..   | CT        |                |
|                             | Area di servizio "San Demetrio"                | 9,8  | -    | SR        |                |
|                             | Lentini-Carlentini-Ragusa della Costa Saracena | 11,0 | 13,7 | SR        |                |
|                             | Orientale Sicula                               | 25,2 | 0,0  | SR        |                |